# Yukinobu Hoshino
Pour les articles homonymes, voir Hoshino.
Yukinobu Hoshino (星野 之宣, Hoshino Yukinobu), né le 29 janvier 1954 à Kushiro (île de Hokkaido), est un mangaka japonais.
Il possède une certaine notoriété en tant qu'auteur de manga de science-fiction au Japon ainsi qu'à l'international. Il est notamment connu pour son manga Le Trou Bleu.

## Biographie
Yukinobu Hoshino né le 29 janvier 1954 à Kushiro. Enfant, l'auteur rêve de devenir astronaute.
Il a étudié à l'Université préfectorale des arts d'Aichi mais abandonne pour se lancer en tant que mangaka en 1975.

### Carrière
Après des études à l'université artistique et musicale d'Aichi, Yukinobu Hoshino débute en 1975 avec Kotestsu no Queen (La reine d'acier), Kyôjintachi no densetsu  et Harukanaru Asa, qui obtient le prix Osamu Tezuka. En 1976, il sort Blue City (La cité bleue), le premier de ses manga « bleu », prépublié dans le Shôkan Shônen Jump. Il s'oriente ensuite vers le seinen, de préférence axé science-fiction. En parallèle son style initialement humoristique évolue progressivement vers le gekiga.
En 1979, il dessine ainsi le one-shot manga La mer de Fang, puis, en 1980, Saber tiger (un one-shot également). En 1981, il publie La Légende de la femme enchanteresse (deux tomes)
Yukinobu Hoshino se reconvertit ensuite dans l'écriture, avec, en 1982, le recueil de nouvelles Aphrodite inferno, puis un roman graphique en trois tomes : 2001 Night stories (à la suite de 2001, l'Odyssée de l'espace d'Arthur C. Clarke), prépublié au Monthly Super Action. Le tout entrecoupé par le one-shot manga Yamato Fire.
Il enchaîne ensuite avec Starfield (1986), Big regression (1988), Le jour d'Ivan : déjà vu (1988) et, surtout, de 1987 à 1991 : Yamataika (six tomes), prix Seiun en 1992.
De 1991 à 1993, Yukinobu Hoshino publie chez Kôdansha, après prépublication dans le Mister Magazine, Blue Hole, son plus grand succès. Lui répond par la suite Blue World, de 1995 à 1998 (prépublié dans Afternoon).
Depuis 2007, Yukinobu Hoshino s'attelle à Kodoku experiment (trois tomes parus).

## Style
Il réalise ses histoires autour de mondes crédibles, souvent en partant d'une base réelle.

## Thèmes
Il met en scène la Terre pour sa beauté et ses mystères et y aborde des thèmes comme la disparition massive d'espèces animales ou les changements climatiques majeurs.

## Reception
Le travail réalisé sur 2001 Night Stories a eu un fort impact sur Yoshitoshi ABe.

## Œuvre

### Manga
- 1975
  - Kotestsu no Queen
  - Legend of Giants (巨人たちの伝説, Kyojintachi no Densetsu?), 1 volume[M 2].
- 1976 : Blue City (ブルーシティー?), 2 volumes[M 3].
- 1977 : The Distant Dawn (はるかなる朝, Harukanaru Asa?), 1 volume[M 4].
- 1979 : La mer de Fang
- 1980 : Saber Tiger (サーベル・タイガー?), 1 volume[M 5].
- 1981 : Legends of the Enchantress (妖女伝説, Youjo Densetsu?), 2 volumes[M 6].
- 1982 : Zanzou (残像?), 1 volume[M 7].
- 1983 : Fire of Yamato (ヤマトの火, Yamato no Hi?)[M 8], 1 volume. Annulé, cette histoire est retravaillée et publiée 1986 en 6 volume sous le nom Legend of Yamataika (ヤマタイカ, Yamataika?)[M 9].
- 1984 : 2001 - Nights Stories (en) (2001夜物語, Nisenichi Ya Monogatari?), 3 volumes[M 10] (publié en français[9] chez Glénat[10]).
- 1986 :
  - Starfield
  - Planetary Hunter (異星獸獵人, ベムハンター・ソード?), 2 volumes[M 11].
- 1988 :
  - Big regression
  - One Day in the Life of Ivan Dejavu (イワン・デジャビュの一日, Ivan Dejavu no Ichinichi?), 1 volume[M 12].
- 1987 - 1991 : Yamataika
- 1991
  - L'épée du chasseur Bem
  - Trou Bleu (ブルーホール, Blue Hole?), 2 volumes[M 13] (publié en français[11] chez Casterman[12]).
- 1993 : The Two Faces of Tomorrow (未来の二つの顔, Mirai no Futatsu no Kao?), 2 volumes[M 14].
- 1995
  - Mega Cross (メガクロス?), 2 volumes[M 15].
  - Stardust Memories (スターダストメモリーズ?), 1 volume[M 16].
  - The Legendary Musings of Professor Munakata (宗像教授伝奇考, Munakata Kyōju Denkikō?), 8 volumes dont 1 spécial[M 17].
- 1996
  - Chronicle
  - The Sea of Fallen Beasts (滅びし獣たちの海, Horobishi Kemonotachi no Umi?), 1 volume[M 18].
  - Blue World (重回侏罗纪, ブルー・ワールド?), 4 volume[M 19].
- 1998 : Temple of El Alamein (エル・アラメインの神殿, El Alamein no Shinden?), 1 volume[M 20].
- 1999 : Kodoku Experiment (コドク・エクスペリメント?), 3 volumes[M 21].
- 2000 : Midway[M 22]
  - Midway Space (MIDWAY 宇宙編?)
  - Midway History (MIDWAY 歴史編?)
- 2001 : Kamunabi (神南火 ~忌部神奈・女の神話シリーズ~?) (publié en français[13] chez Black Box en 2019), 1 volume[M 23].
- 2003
  - Moon Lost (殞月, ムーン・ロスト?) (publié en français[14],[15] chez Black Box en 2019), 2 volumes[M 24].
  - Kubirai (クビライ?), 1 volume[M 25].
- 2004 : The Case Records of Professor Munakata (宗像教授異考録, Munakata Kyōju Ikōroku?), 15 volumes[M 26].
- 2006 : 2001 + 5 (2001+5 ~星野之宣スペース・ファンタジア作品集~?), 1 volume[M 27].
- 2011 : Inherit the Stars (星を継ぐもの, Hoshi wo Tsugumono?), 4 volumes[M 28].
- 2012 :
  - Hotline from the Future (未来からのホットライン, Mirai kara no Hotline?), 1 volume[M 29].
  - Chihiki no Iwa (血引きの岩?), 1 volume[M 30].
- 2013 : Tar Trip (タール・トラップ, Tar Trap?), 1 volume[M 31].
- 2014 : The Recital Contest of the Geniuses (天才たちの競演, Tensai-tachi no Kyouen?)[M 32], 2 volumes.
- 2015 : Rain Man (レインマン?)[16] (publié en français[17] chez Panini Comics), nommé en 2017 pour le Prix Ozamu Tezuka[18].

### Collectif
- The Mask of the Red Dwarf Star in Manga[M 33].
- Chou Kochikame (こちら葛飾区亀有公園前派出所?)[M 34].

### Nouvelles
- 1982 : Aphrodite inferno

### Roman
- 2001 Night stories

### Anime
- 2009 : Orbital (auteur[19])

## Sources